# Josef Guggenmos

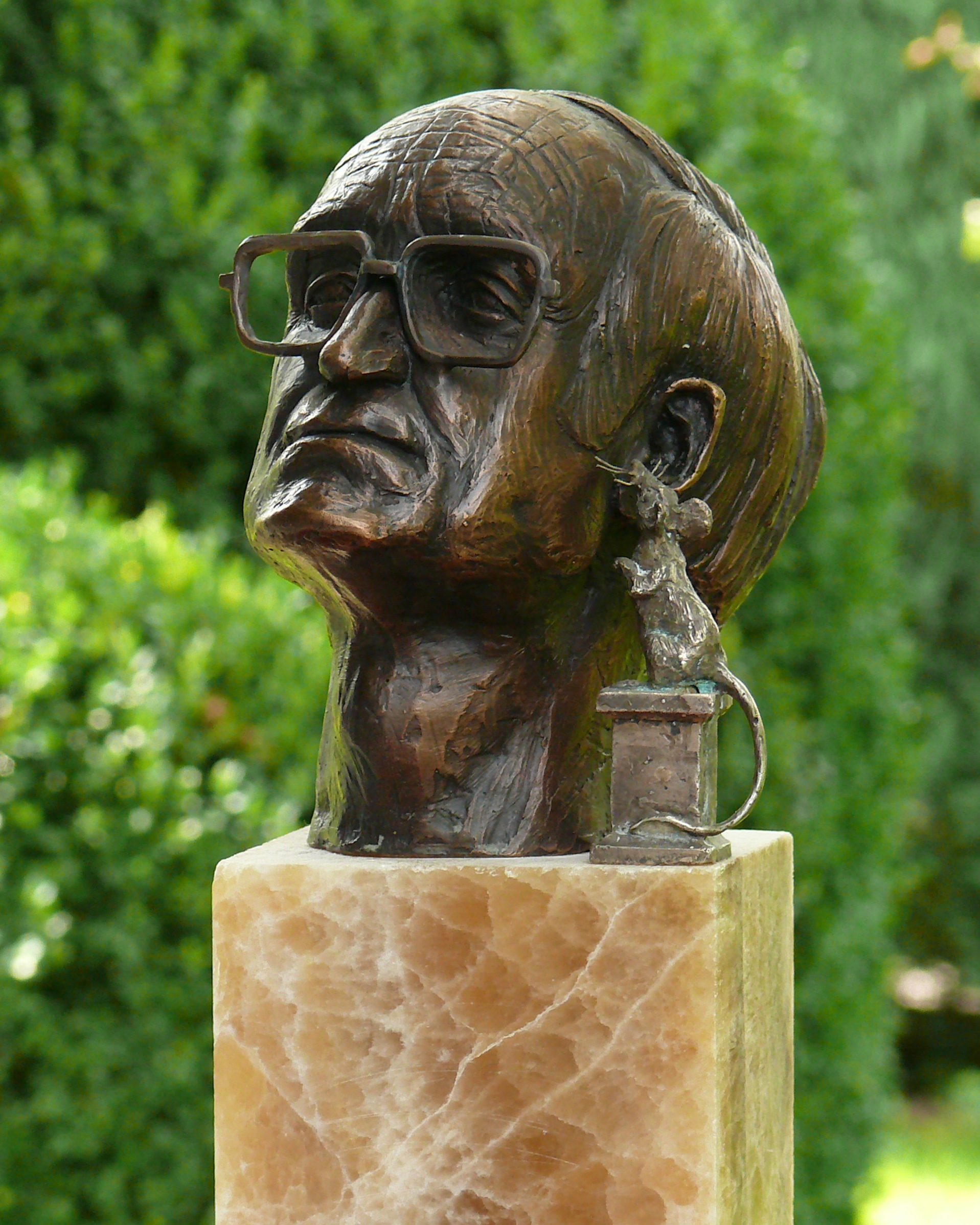
Josef Guggenmos mit Maus, Bronzeplastik von Klaus Walter

Josef Guggenmos (* 2. Juli 1922 in Irsee; † 25. September 2003 ebenda) war ein deutscher Lyriker und Autor von Kinderbüchern. Sein bekanntestes Buch ist Was denkt die Maus am Donnerstag? aus dem Jahr 1967.

## Leben
Josef Guggenmos, geboren am 2. Juli 1922 in Irsee in Schwaben, war das älteste von drei Kindern. Sein Vater war Pfleger in der Heil- und Pflegeanstalt im ehemaligen Benediktinerkloster Irsee, die Mutter Schneiderin. Nach der Volksschule besuchte er das Humanistische Gymnasium (siehe Rhabanus-Maurus-Gymnasium) in St. Ottilien am Ammersee als Interner. Das Abitur wurde ihm 1942 zuerkannt. 1941 zog man ihn zum Kriegsdienst in der Wehrmacht ein (in diesem Jahr begann das NS-Regime den Russlandfeldzug). Nach einer Ausbildung zum Funkabhörer wurde er in Nikolajew (Ukraine) und in Reval stationiert. 1945 während seines Marschbefehls nach Oslo (einem weiteren Ort für die Funkabwehr) kam er bei Kriegsende in Dänemark für einige Wochen in englische Kriegsgefangenschaft.
Sowohl am Schwarzen Meer wie auch in Reval interessierte er sich für die Sprache und die Kultur des Landes. In Reval veröffentlichte er zusammen mit seinem Vorgesetzten Gedichte in der dortigen Zeitung.
Ab Herbst 1945 bis 1953 studierte er mit Unterbrechungen an den Hochschulen Dillingen, Marburg, Erlangen und Bonn Germanistik, Kunstgeschichte, Archäologie und Indologie ohne Abschluss.
1951/52 verbrachte er ein Jahr in Finnland am Saimaa-See.
Danach wohnte er an wechselnden Orten, in Stuttgart, Verden (Aller), Donauwörth, Wien und Salzburg, wo er als Lektor und Übersetzer für verschiedene Verlage arbeitete.
1959 heiratete er Therese Wild und ließ sich in seinem Geburtshaus in Irsee nieder. Dort lebte er mit ihr und seinen drei Töchtern Ruth, Vera und Bettina als freier Schriftsteller und blieb dort wohnen bis zu seinem Lebensende.
Er unternahm verschiedene Reisen, unter anderem nach Italien, Frankreich und Namibia. Im deutschsprachigen Raum hielt er zahlreiche Lesungen vor allem an Schulen.
Zu seinem 80. Geburtstag wurde er zum ersten Ehrenbürger seines Heimatortes ernannt. Er starb am 25. September 2003.

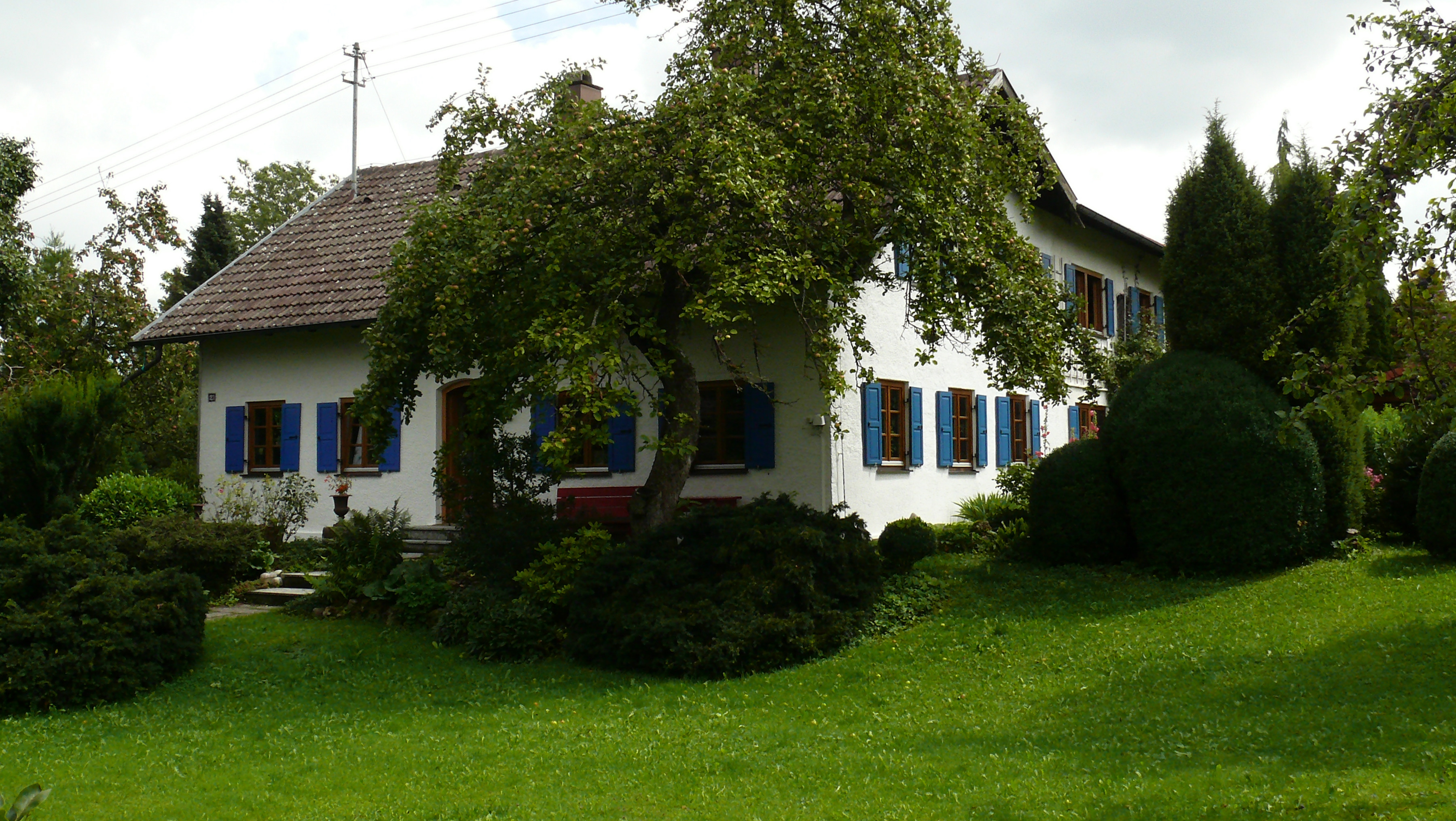
Geburts- und Wohnhaus von Josef Guggenmos in Irsee

## Werk
Josef Guggenmos, der „Meister der kleinen Form“ gilt als einer der bedeutendsten Kinderlyriker der deutschen Literatur. Wegen seiner klaren, tiefgründigen Sprache, die einlädt, mit ihr zu spielen, wird er gleichermaßen von Kindern wie von Erwachsenen geschätzt.
Sein Interesse für Kindergedichte wurde bei der Übersetzung des Buches A child’s garden of verses von Robert Louis Stevenson geweckt. 1956 erschien der erste Gedichtband für Kinder Lustige Verse für kleine Leute.
Mit dem Gedichtband Was denkt die Maus am Donnerstag gelang ihm 1967 der Durchbruch – er wurde dafür mit dem Deutschen Jugendbuchpreis ausgezeichnet. Es folgten über 80 weitere Bücher. Für sein Gesamtwerk erhielt er 1993 den Sonderpreis zum Deutschen Jugendliteraturpreis und 1997 den Österreichischen Staatspreis für Kinderlyrik.
Nach seinem Tod veröffentlichte Hans-Joachim Gelberg, sein langjähriger Verleger, eine Zusammenstellung der schönsten Gedichte (Groß ist die Welt).
Neben Gedichten, Geschichten, naturkundlichen Büchern für Kinder schrieb er auch für Erwachsene unter anderem den Lyrikband Gugummer geht über den See.
Anfang der 1980er Jahre und verstärkt in seinen letzten Lebensjahren beschäftigte er sich mit dem Haiku, einer japanischen Gedichtform. Seine Haikus flossen als Kurzgedichte in Sammelbände ein und wurden postum in einer Auswahl unter dem Titel Rundes Schweigen veröffentlicht.

## Zitate
von Josef Guggenmos:

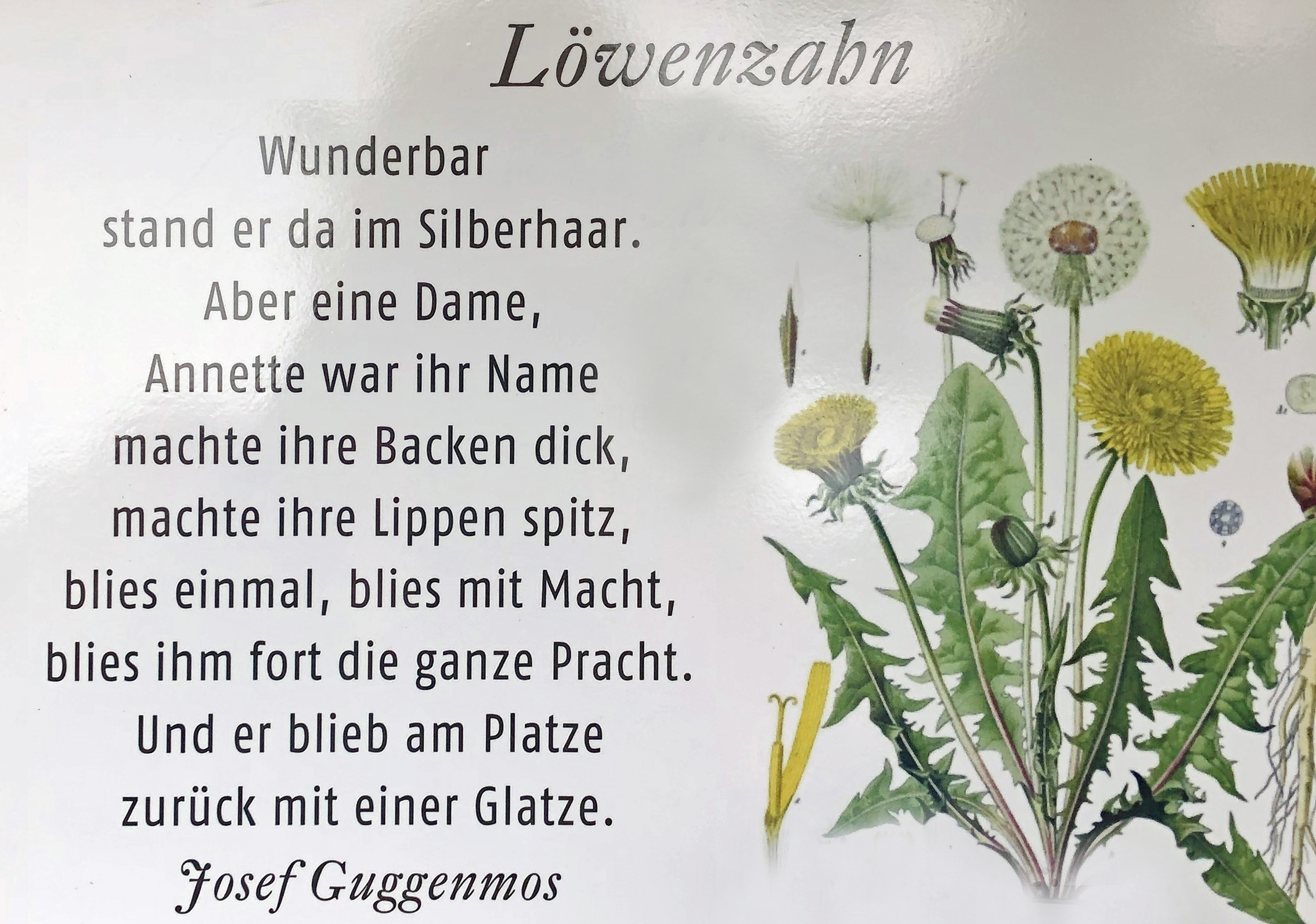
Löwenzahn im Botanischen Garten Düsseldorf

- „Vielleicht kann Kinderliteratur mithelfen, die Kinder wacher, lebendiger, furchtloser, fröhlicher zu machen? Damit sie später nicht aufhören Mensch zu sein. Das wäre viel.“[2]

- „Theodor Haecker rühmt die Sprachkunst Vergils als die höchste, weil sie nicht nach glatter Vollendung trachtet, sondern ein Sprachwerk schafft, das ein lebendiger Organismus sei, hier weich, dort fest, hier ruhend, dort beweglich und fließend. Von solcher Art aber – kein schnurrendes Spielwerk, sondern lebendig, Fleisch und Blut durch und durch – müssen Kindergedichte sein.“[3]

## Auszeichnungen und Ehrungen
- 1967: Ehrenliste zu den Österreichischen Staatspreisen für Kinder- und Jugendliteratur, mit Der junge Naturforscher
- 1968: Prämie zum Deutschen Jugendliteraturpreis, für Was denkt die Maus am Donnerstag?
- 1968: Ehrenliste zum Europäischen Jugendbuchpreis „Città di Caorle“, mit Was denkt die Maus am Donnerstag?
- 1972: Auswahlliste des Deutschen Jugendbuchpreises, Sieben kleine Bären
- 1973: Auswahlliste des Deutschen Jugendbuchpreises, Hausbuch deutscher Sagen und Schwänke
- 1975: Ehrengabe der Bayerischen Akademie der Schönen Künste, für das Gesamtwerk
- 1976: Auswahlliste des Deutschen Jugendbuchpreises, Der abenteuerliche Simplicissimus (Grimmelshausen, Bearbeitung).
- 1980: Europäischer Jugendbuchpreis Provincia di Trento, für das Gedicht Zwölf Schubladen
- 1980: „Apfelbaum“, Preis der Akademie Amriswil, Schweiz
- 1983: Bayerischer Verdienstorden
- 1985: Friedrich-Bödecker-Preis, für Sonne, Mond und Luftballon
- 1986: Soltauer-Autorenpreis, für Mit dem Ungeheuer am Lagerfeuer
- 1988: Ehrengast in der Villa Massimo, Rom
- 1990: Jörg-Lederer-Preis der Stadt Kaufbeuren
- 1990: Literaturpreis der Universitätsstadt Marburg und des Landkreises Marburg-Biedenkopf – Förderpreis
- 1992: Großer Preis der Deutschen Akademie für Kinder- und Jugendliteratur e. V. Volkach
- 1993: Sonderpreis für Lyrik beim Deutschen Jugendliteraturpreis, für das Gesamtwerk
- 1997: Österreichischer Staatspreis für Kinderlyrik, für das Gesamtwerk
- 2002: Erster Ehrenbürger von Irsee (anlässlich seines 80. Geburtstages)

Verschiedene Schulen sind nach Josef Guggenmos benannt, so die Grundschulen in Irsee, Altötting, Dahlheim und Enkenbach.
In Rheinland-Pfalz gab es von 2000 bis 2012 den Josef-Guggenmos-Wettbewerb, einen Schreib-Wettbewerb für alle vierten Schulklassen.

## Josef-Guggenmos-Preis
Seit 2016 wird mit dem Josef-Guggenmos-Preis von der Deutschen Akademie für Kinder- und Jugendliteratur e. V. ein nach Guggenmos benannter und mit 3000 € (Stand 2020) dotierter Preis speziell für Kinderlyrik vergeben.
Preisträger
- 2016: Arne Rautenberg, für Unterm Bett liegt ein Skelett. Gruselgedichte für mutige Kinder. Peter Hammer Verlag, Wuppertal 2016, ISBN 978-3-7795-0551-8.
- 2018: Michael Hammerschmid, für Schlaraffenbauch. Edition Büchergilde, Frankfurt am Main, Wien und Zürich 2018, ISBN 978-3-86406-092-2.
- 2020: Leta Semadeni, für Tulpen / Tulipanas. Zweisprachig, deutsch / rätoromanisch. Illustriert von Madlaina Janett. Zürich 2019, ISBN 978-3-7269-0185-1.
- 2022: Nils Mohl, für An die, die wir nicht werden wollen. Eine Teenager-Symphonie.Tyrolia, Innsbruck 2021, ISBN 978-3-7022-3956-5

## Werke (Auswahl)
- Lustige Verse für kleine Leute. 1956.
- Gugummer geht über den See. 1957.
- Ich mache große Schritte. 1957.
- Immerwährender Kinderkalender. 1958.
- Das Buch der Flüsse und Seen. 1961.
- Kinderaugen – Kinderherzen. 1961.
- Mutzebutz. 1961.
- Das kunterbunte Kinderbuch. 1962.
- Mein Haus. 1963.
- Hoppeldipoppel weiß einen Schatz. 1964.
- Zilli, die Ziege. 1965.
- Helmut bei den Räubern. 1966.
- Was denkt die Maus am Donnerstag? Beltz Verlag, 1967, 2010,  ISBN 978-3-407-79788-9.
- Der junge Naturforscher. 1967.
- Die Schatzkiste. 1967.
- Ein Elefant marschiert durchs Land. Georg Bitter Verlag, Recklinghausen 1968.
- Hunde. 1968.
- Vögel. 1968.
- Warum die Käuze große Augen machen. Georg Bitter Verlag, Recklinghausen 1968.
- Wer nie ein Nilpferd gähnen sah. 1969.
- Ich hab’s mit eigenen Ohren gesehn. Otto Maier Verlag  Ravensburg 1970, ISBN 3-473-39178-6.
- Ein Körnchen für den Pfau. 1970.
- Seid ihr alle da? 1970.
- Gorilla. ärgere dich nicht. 1971.
- Sieben kleine Bären. 1971.
- Drei Spechte in der großen Stadt. 1972.
- Mann Knorre und der Einbrecher. 1972.
- Gastwirt August Knorre. 1972.
- Kasperl in Platschanien. 1972.
- Auf einem Stern, der Moritz heißt. 1972.
- Hans. mein Hahn. 1973.
- Ich bin geboren mit langen Ohren. 1973.
- Der starke Riese Häuserlupf. 1973.
- Theater. Theater. 1974.
- Das Geisterschloß. 1974.
- Ich läute den Frühling ein und andere Geschichten. 1975.
- Das Knie aus der Wand. 1975.
- Sturm im Turm. 1975.
- Ich muss dir etwas zwitschern. 1976.
- Ich habe eine Ziege. 1976
- Ein Hase sitzt in meinem Garten. Illustrationen von Amrei Fechner. Ravensburger 1977
- Der Hase, der Hahn und die Kuh im Kahn. 1978.
- Ein Hase, der gern Bücher las. 1979.
- Wenn Riesen niesen. 1980.
- Wer braucht tausend Schuhe? 1980.
- Der Sturz des Ikarus. 1981.
- Turmbau zu Babel. 1981.
- Der Bär auf dem Berg. 1981.
- Herr Dachs lädt zum Geburtstag ein. 1981.
- Nilpferd und Mücke. 1983.
- Sonne, Mond und Luftballon. Beltz Verlag, 1984/2004, ISBN 978-3-407-78118-5.
- Mit dem Ungeheuer am Lagerfeuer. 1984.
- Mit zwölf Haikus durch das Jahr. 1984.
- Leselöwen-Rätselgeschichten. 1985.
- Überraschungs-Geschichten. 1985.
- Korbinian der Bär. 1985.
- Denk dir ein lila Haus. 1986.
- Kasperlstücke. 1987.
- Es gingen drei Kinder durch den Wald. 1989.
- Zwei mit vier Beinen. 1990.
- Oh, Verzeihung, sagte die Ameise. Beltz Verlag, 1990/2008, ISBN 978-3-407-74076-2.
- Ich will dir was verraten. 1991.
- Die Tiere feiern Karneval. 1994.
- Katzen kann man alles sagen. 1997.
- Rundes Schweigen. Hamburger Haiku Verlag, 2005, ISBN 3-937257-09-8.
- Groß ist die Welt. Beltz Verlag, 2006, ISBN 978-3-407-79913-5.
- Und was denkt die Maus am Donnerstag. Bajazzo Verlag, 2007, ISBN 978-3-907588-79-6.
- Herzlichen Glückwunsch. Sanssouci, 2010, ISBN 978-3-8363-0213-5.
- Gugummer geht über den See. Ores Verlag, Waakirchen 2013, ISBN 978-3-923657-95-7.
- Was denkt die Maus am Donnerstag? dtv, München 2018, ISBN 978-3-423-70638-4.
- Oh, Verzeihung, sagte die Ameise. Beltz & Gelberg, Weinheim 2018, ISBN 978-3-407-75431-8.
- Ein Riese warf einen Stein. Beltz & Gelberg, Weinheim 2020, ISBN 978-3-407-75471-4.
- Seifenblase, flieg!. Beltz & Gelberg, Weinheim 2021, ISBN 978-3-407-75838-5.
- Was denkt die Maus am Donnerstag?. dtv 2021, ISBN 978-3-423-76345-5
- Zahlenspektakel. Von null bis unendlich. Beltz Verlag 2022, ISBN 978-3-407-75635-0
- Es flüstert und rauscht. Naturgedichte für Kinder. Beltz Verlag 2022, ISBN 978-3-407-75644-2
- Du darfst den Kuchen auch versuchen. Verlag Sankt Michaelsbund 2022, ISBN 978-3-96411-004-6
- Az utolsó kötéltáncos. Lengyel Ferenc fordításába. Mosonvármegye Könyvkiadó 2023, ISBN 978-615-81764-7-7

### Bearbeitungen (Auswahl)
- Der abenteuerliche Simplizissimus. Hans Jakob Christoffel von Grimmelshausen. 1975.
- Die schönsten Sagen des klassischen Altertums. Gesammelt von Gustav Schwab. 1954/2006.
- Hausbuch Sagen und Schwänke. 1972/2007.
- Die Helden von Troja. Gesammelt von Gustav Schwab. (1954 in: Die schönsten Sagen …). 2008.
- Die schönsten Sagen des klassischen Altertums, gesammelt von Gustav Schwab. Ravensburger Buchverlag, Ravensburg 2013.
- Von Rübezahl und den Sieben Schwaben. Annette Betz Verlag, Berlin 2019, ISBN 978-3-219-11816-2.

### Übersetzungen (Auswahl)
- James Fenimore Cooper: Lederstrumpfgeschichten. Band 1 und 2. 1954.
- Frederick Marryat: Sigismud Rüstig. 1954.
- Aleksis Kivi: Die Sieben Brüder. 1961.
- Edward Lear: Die vergnügte Reise. 1970.
- Charles Keeping: Regen, Wind und Sonne. 1970.
- John Burningham: Die Kahnfahrt. 1973.
- Edward Lear:  Phantastische Reise. 1973.
- John Burningham: So geht das Jahr durchs Land. 1974.
- Robert Louis Stevenson: Mein Königreich. 1969.
- Edward Lear: Eulerich und Miezekatz. 1978.
- Edward Lear: Von Eule und Katz und anderm Geschwatz. 1979.
- Antti Hyry: Daheim. 1980.
- Wilbert Vere Awdry: Wilbert Awdrys sprechende Eisenbahnen: Thomas, die Tenderlok und andere Eisenbahngeschichten. 1981.